# Граф Кэли
Граф Кэли — граф, который строится по группе с выделенной системой образующих. Назван в честь Артура Кэли.

## Определение
Пусть дана дискретная группа {\displaystyle G} и система образующих {\displaystyle S}.
Предположим {\displaystyle S=S^{-1}}, то есть {\displaystyle \forall s\in S\ \ \exists s^{-1}\in S}.
Графом Кэли группы {\displaystyle G} по системе образующих {\displaystyle S} является граф, вершинами которого являются элементы группы, и элемент {\displaystyle g} соединён ребром в точности с теми элементами, которые получаются домножением {\displaystyle g} на элемент из {\displaystyle S}.
Замечание: В случае если {\displaystyle S\not =S^{-1}}, вместо {\displaystyle S} берут объединение {\displaystyle S\cup S^{-1}}.

## Примеры

Граф Кэли свободной группы с двумя образующими a и b
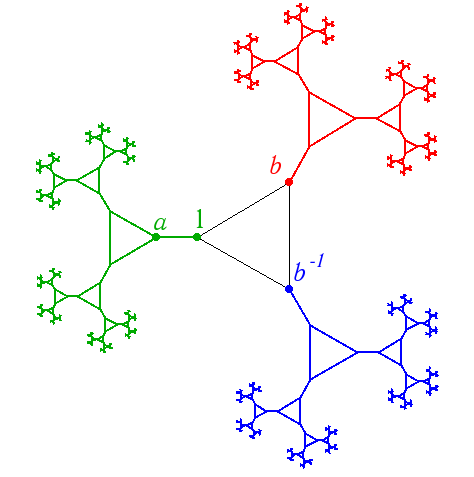
Граф Кэли свободного произведения {\displaystyle \mathbb {Z} _{2}*\mathbb {Z} _{3}}
Граф Кэли прямого произведения {\displaystyle \mathbb {Z} _{2}\times \mathbb {Z} _{3}}